# Robyn Lee
Pour les articles homonymes, voir Lee.
Robyn Stacie Lee, née le 8 janvier 1999, est une nageuse zimbabwéenne.

## Carrière
Robyn Lee est médaillée de bronze du relais 4 x 50 mètres nage libre aux Jeux africains de la jeunesse de 2014 à Gaborone. Elle participe par la suite aux Jeux olympiques de la jeunesse de 2014 à Nankin, sans atteindre de finale.
Aux Jeux africains de 2019 à Casablanca, Robyn Lee remporte la médaille de bronze du 200 mètres dos.